# Arroyo Sarandí Chico (Arroyo del Cerro Chato)
El arroyo Sarandí Chico es un curso de agua uruguayo que atraviesa el departamento de  Salto perteneciente a la cuenca hidrográfica del Río de la Plata.
Nace en la Cuchilla de Belén y desemboca en el arroyo del Cerro Chato.